# Улица Ивана Миколайчука (Киев)
Улица Ивана Миколайчука (укр. Вулиця Івана Миколайчука) — улица в Днепровском районе города Киева. Пролегает от Днепровской набережной до улицы Березняковская, исторически сложившаяся местность (район) жилой массив Березняки.
Примыкает бульвар Амвросия Бучмы.
Проспект Соборности с улицами Евгения Сверстюка, Березняковской и Ивана Миколайчука образуют транспортную развязку.

## История
Новая улица возникла в 1960-е годы при строительстве нового жилого массива Березняки.
31 октября 1967 года Новая улица на жилмассиве Березняки была переименована на улица Серафимовича — в честь советского писателя Александра Серафимовича Серафимовича, согласно Решению исполнительного комитета Киевского городского совета депутатов трудящихся № 1826 «Про наименование и переименование улиц и площадей г. Киева» ( «Про найменування та перейменування вулиць і площ м. Києва»).
Кроме того, 5 июля 1955 года 2-я Базарная улица в Дарницком районе была переименована улица Серафимовича. Была ликвидирована в начале 1960-х годов вместе с другими улицами и их застройкой бывшего села Кухмистерская слободка, в связи со строительством нового жилого массива Березняки.
19 февраля 2016 года улица получила современное название — в честь советского украинского киноактёра, Заслуженного артиста Украинской ССР Ивана Васильевича Миколайчука, согласно Распоряжению Киевского городского главы № 125/1 «Про переименование бульвара, улиц, площадей и переулков в городе Киеве» ("Про перейменування бульвару, вулиць, площі та провулків у місті Києві).

## Застройка
Улица пролегает в северо-восточном направлении параллельно проспекту Соборности.
Парная сторона улицы занята лесополосой между улицей и проспектом Соборности (в начале — сквер имени И. В. Миколайчука), а также рынком. Непарная сторона улицы занята многоэтажной жилой застройкой (9-16-этажные дома) и учреждениями обслуживания — микрорайоны № 1 и 2 жилмассива Березняки.
Учреждения:
1. дом № 3А — Киевский академический театр украинского фольклора «Берегиня» — бывший кинотеатр «Десна»
2. дом № 3А — ДЮСШ № 10
3. дом № 5/3 — детсад № 583
4. дом № 7 — библиотека для детей им. П. Усенко
5. дом № 9А — гимназия № 191 имени П. Г. Тычины
6. дом № 15А — кинотеатр «Старт»
7. дом № 15А — детсад № 274
8. дом № 17А — школа № 195

Мемориальные доски:
1. дом № 5 — Ивану Васильевичу Миколайчуку — комментарий именования улицы